# Blüse Neuwerk

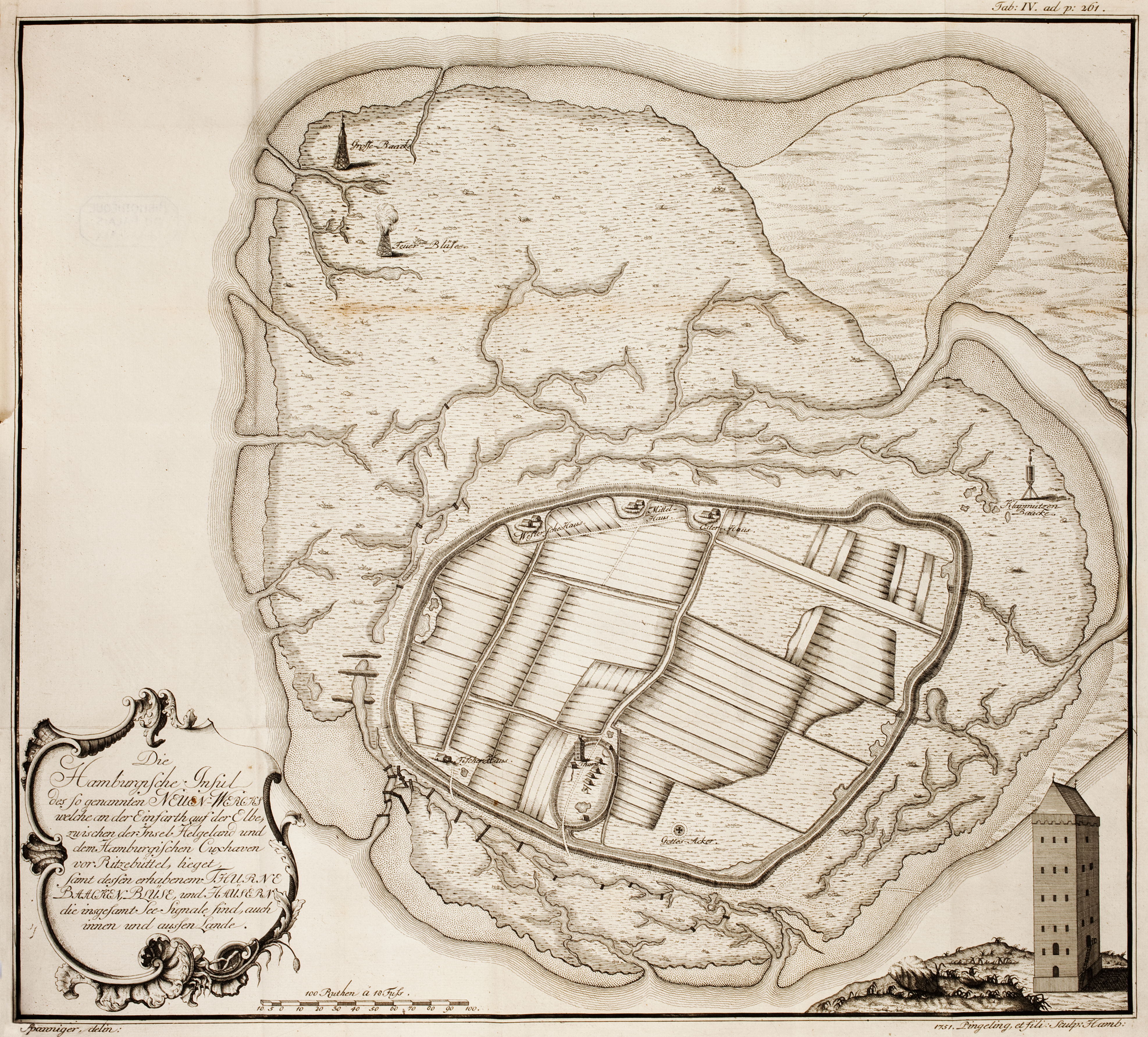
Die Blüse und weitere Baken auf Neuwerk.

Die Blüse Neuwerk (auch Feuerblüse) wurde 1644 von der Hamburger Admiralität auf der Insel Neuwerk errichtet. Sie war zusammen mit den weiteren Baken und dem damals noch unbeleuchteten Wehrturm Neuwerk das erste befeuerte Seezeichen in der Elbmündung und nach den Kohleblüsen Helgoland (1630) und Wangerooge (1631) das dritte an der deutschen Nordsee-Küste.
Das hölzerne Gestell war für damalige Zeit auffällig hoch und stand im nordwestlichen Vorland. Als ihre Position Anfang des 19. Jahrhunderts durch Erosion der Inselkante bedroht wurde, wurde sie 1814 durch einen hölzernen Leuchtturm hinter der Deichlinie ersetzt.
Sie stand mit dem bereits 1310 errichteten Wehrturm Neuwerk (ab 1814 Leuchtturm) in einer Peillinie zur Schartonne vor Scharhörn. Die Nordbake stand ebenfalls auf dieser Peilung etwas weiter seewärts und verdunkelte das Feuer der Blüse bei Erreichen der Peilung.
Johann Marcus David malte 1800 sein Aquarell „Die grosse Feuer Blüse auf der Insul Neuwerck, bey Cuxhafen“ (Hamburgisches Staatsarchiv).
In der Carta Marina verzeichnet Olaus Magnus bereits 1539 ein befeuertes Seezeichen auf Neuwerk, allerdings fehlt ein solches auf Melchior Lorcks viel detaillierterer Elbkarte von 1568 noch.

## Konstruktion
Über eine dreiteilige Leiter erreichte man unter der Plattform das sogenannte Wachhaus, einen kleinen Raum für den Blüsenwärter. Auf der Plattform selbst stand das große Feuerrost. Um die Balkenkonstruktion vor dem offenen Feuer zu schützen, bedeckte eine Lehmschicht, eine Lage Sand und zuoberst ein Pflaster aus Backsteinen die Holzbohlen.
Ein Nachbau der Neuwerker Blüse stand von 1979 bis 1994 im Deutschen Schifffahrtsmuseum in Bremerhaven.

## Betrieb
Anfangs wurde das Kohlenfeuer nur zwischen Michaelis (29. September) und dem 31. März betrieben, ab Anfang des 18. Jahrhunderts vom 14. September bis zum 30. April, ab 1735 vom 1. September an.
Für die ganzjährige Befeuerung ab 1761 benötigte man 1000 Tonnen Steinkohle. Die Kohle importierte Hamburg bis 1771 direkt aus Schottland, die einen höheren Bitumengehalt hatte und damit ein heller leuchtendes Feuer als Steinkohle aus Deutschland erzeugte. Danach bezog man die Kohle aus Hamburg. Hierzu baute Hamburg eine eigene Kohlengaliote und unterhielt nahe der Bake einen Kohlenhafen. Ab 1673 versorgte das Schiff auch die von Hamburg betriebene Blüse auf Helgoland mit Steinkohle.
Der Blüsenmeister betrieb die Blüse mit zwei Knechten und verdiente anfangs jährlich nur 30 Taler, ab 1656 50 Taler, ab 1692 530 Lübische Mark und ab 1695 650 Lübische Mark.
Ihr Betrieb ruhte von 1807 bis 1813. Weitere Unterbrechungen gab es durch Verhinderung der Blüsenwärter, wegen Eisgang und den Bränden der Bake 1724 und 1794, trotz des Löschwassers auf der Plattform.
| von  | bis  | Blüsenmeister                                                        |
| ---- | ---- | -------------------------------------------------------------------- |
|      | 1688 | Jacob von Goldbeck                                                   |
| 1688 | 1710 | Joseph von Goldbeck                                                  |
| 1710 | 1719 | Peter Tode (zugleich Vogt)                                           |
| 1719 | 1726 | Johann Hinrich Voss (zugleich Vogt)                                  |
| 1726 | 1727 | Peter Voss                                                           |
| 1727 | 1732 | Thomas Untenberg                                                     |
| 1732 | 1759 | Magnus Wilckens I.                                                   |
| 1759 | 1765 | Magnus Wilckens II.                                                  |
|      |      | ?                                                                    |
| 1773 | 1783 | David Wilhelm Kühlstein                                              |
| 1783 | 1805 | Christian Wichmann                                                   |
| 1805 | 1815 | Claus Schmidt (ab 1815 dann erster Lampenwärter auf dem großen Turm) |